# I uderzył grom
I uderzył grom (A Sound of Thunder) – film powstały w międzynarodowej koprodukcji w reżyserii Petera Hyamsa z 2005 roku. Scenariusz powstał na podstawie opowiadania Raya Bradbury’ego A Sound of Thunder.

## Fabuła
W 2055 roku możliwe jest podróżowanie w czasie. Dr Travis Ryer jest biologiem lubiącym badać struktury DNA nieistniejących już gatunków zwierząt. Razem ze swoją ekipą Travis zabiera ludzi na prehistoryczne polowanie na dinozaury. Jest ono jednak obwarowane ścisłymi regułami – nie wolno niczego zabierać, niczego zostawiać, ani zabijać (poza wyznaczonym celem). Pewnego razu coś jednak idzie nie tak. Po powrocie ekipy łowieckiej do swoich czasów wszystko zaczyna się zmieniać, niestety na gorsze. Dr Travis musi ponownie cofnąć się w czasie aby naprawić szkody.